# Tilo Prückner
Tilo Prückner (Augusta, 26 ottobre 1940 – Berlino, 2 luglio 2020) è stato un attore tedesco.

## Biografia
Figlio di Alfred Prückner e Dorothea Krause, iniziò la sua carriera nel 1967 e divenne principalmente noto per aver interpretato il maghetto in La storia infinita.
Ebbe tre figli, dalla ex moglie; il più giovane morì nel 1985 a soli 3 anni.
È deceduto nel luglio nel 2020 a Berlino, colto da insufficienza cardiaca.

## Filmografia parziale

### Cinema
- Wilder Reiter GmbH, regia di Franz-Josef Spieker (1967)
- Apokal, regia di Paul Anczykowski (1971)
- Die Verrohung des Franz Blum, regia di Reinhard Hauff (1974)
- Einer von uns beiden, regia di Wolfgang Petersen (1974)
- Hauptlehrer Hofer, regia di Peter Lilienthal (1975)
- Das Tal der tanzenden Witwen, regia di Volker Vogeler (1975)
- John Glückstadt, regia di Ulf Miehe (1975)
- Familienglück, regia di Ingo Kratisch e Marianne Lüdcke (1975)
- Berlinger, regia di Alf Brustellin e Bernhard Sinkel (1975)
- Sternsteinhof, regia di Hans W. Geißendörfer (1976)
- Bomber & Paganini, regia di Nikos Perakis (1976)
- Grete Minde, regia di Heidi Genée (1977)
- Paura di morire (Der Mann im Schilf), regia di Manfred Purzer (1978)
- Il sarto di Ulm (Der Schneider von Ulm), regia di Edgar Reitz (1978)
- Lena Rais, regia di Christian Rischert (1979)
- Il morbo di Amburgo (Die Hamburger Krankheit), regia di Peter Fleischmann (1979)
- Der Willi-Busch-Report, regia di Niklaus Schilling (1979)
- Die Kinder aus Nr. 67, regia di Usch Barthelmeß-Weller e Werner Meyer (1980)
- La montagna incantata (Der Zauberberg), regia di Hans W. Geissendörfer (1982)
- Der Schnüffler, regia di Ottokar Runze (1983)
- Kassensturz, regia di Rolf Silber (1983)
- Didi - Der Doppelgänger, regia di Reinhard Schwabenitzky (1984)
- La storia infinita (The Neverending Story), regia di Wolfgang Petersen (1984)
- Wenn ich mich fürchte, regia di Christian Rischert (1984)
- Tiger - Frühling in Wien, regia di Peter Patzak (1984)
- Der kleine Staatsanwalt, regia di Hark Bohm (1987)
- Pehavý Max a strasidlá, regia di Juraj Jakubisko (1987)
- Herz mit Löffel, regia di Richard Blank (1987)
- Wallers letzter Gang, regia di Christian Wagner (1989)
- Little Thirteen, regia di  Christian Klandt (2012)
- Windstorm - Liberi nel vento (Ostwind), regia di Katja von Garnier (2013)

### Televisione
- Un caso per due - serie TV, episodio 06x06 (1988)

## Doppiatori italiani
- Massimo Lodolo in Faber l'investigatore
- Leo Gullotta in La storia infinita